# Der Eisvogel (Roman)
Der Eisvogel ist ein Roman von Uwe Tellkamp, der 2005 im Rowohlt Verlag und als Taschenbuch 2010 im Suhrkamp Verlag erschien.

## Entstehung
Das Manuskript des Romans war bereits 2003 fertig; Tellkamp bot es zwischen 2003 und 2005 verschiedenen Verlagen vergeblich an. Erst als Jaroslaw Piwowarski, der damalige Herausgeber der Literaturzeitschrift Edit in Leipzig, darauf aufmerksam wurde und es dem Rowohlt-Verlag empfahl, fand Tellkamp einen Verlag. Der größte Teil der Handlung spielt zwischen 1998 und 2000 in der Berliner Republik.

## Handlung
Ausgangspunkt der Handlung ist die Tat Wiggo Ritters, der zu Beginn des Romans seinen besten Freund Mauritz Kaltmeister erschossen hat und nun mit schweren Brandwunden in einer Klinik liegt. In dem Roman werden unchronologisch angeordnete Erinnerungsfetzen des Ich-Erzählers mit Aussagen von Personen aus seinem Nahbereich und amtlichen Dokumenten montiert. Diese Materialien sollen helfen, Wiggo Ritters Verteidiger, der mehrmals per Diktiergerät direkt angesprochen wird, den Hintergrund der Tötung Kaltmeisters verständlich zu machen.
Wiggo Ritter wächst als Sohn eines Bankiers in Nizza und London auf. Statt der vom Vater erwünschten Karriere strebt er eine Laufbahn als Philosoph an. Er lernt die Geschwister Mauritz und Manuela kennen, die einer elitären „Organisation Wiedergeburt“ angehören und davon reden, die Demokratie überwinden zu wollen. Er beginnt eine Beziehung mit Manuela; gleichzeitig scheitern seine akademischen Ambitionen, wofür er seinen Professor, einen schäbigen „Alt-68er“, verantwortlich macht. Später findet Wiggo heraus, dass der Professor ihn und zuvor auch bereits die „Organisation Wiedergeburt“ heimlich unterstützte, während er sich gleichzeitig im akademischen Betrieb als Gegner aller deutschtümelnden Romantik gerierte.
Mauritz und seine Schwester haben innerhalb der Organisation den Geheimbund „Cassiopeia“ gegründet, Mauritz spricht immer wieder über die Notwendigkeit eines Krieges und einer radikalen Umwälzung. Seine Gewaltfantasien steigern sich zu konkreten Planungen für einen Anschlag auf das KaDeWe. Andererseits verprügelt er in der U-Bahn Skinheads, die Ausländer bedrohen. Als Mauritz einen Sprengsatz in einer stillgelegten Fabrik für Eierteigwaren zündet und Manuela mit einer Waffe bedroht, wird er schließlich von Wiggo erschossen.

## Verhältnis des Autors zu den Protagonisten des Romans
Nach dem Erscheinen des Romans Der Turm von Uwe Tellkamp im Jahr 2008 behauptete Katrin Hillgruber vom Tagesspiegel: „Schon mit seinem zweiten Roman ‚Der Eisvogel‘ (2005) hatte Tellkamp […] für Irritationen gesorgt. Denn er war als Erzähler eins zu eins in die Figur des Wiggo Ritter geschlüpft“.
Der Roman ist tatsächlich überwiegend aus der Sicht von Wiggo Ritter geschrieben, und zwar auf eindringliche, weitgehend unironische Weise in Ich-Form. Deshalb hält Gregor Dotzauer es aus der Sicht des Jahres 2018 für angebracht, dem Wiederabdruck seiner Rezension des Romans aus dem Jahr 2005 in einer Einleitung den Warnhinweis voranzusetzen: „Man darf die antidemokratischen und antiliberalen Hassreden, die durch das Buch schwirren, zwar nicht als authentische Äußerungen des Autors betrachten – sie sind durch die Figuren gebrochen. Sie waren Tellkamp aber auch nicht fremd.“
2005 wurde Uwe Tellkamp in einem Interview mit der Vermutung konfrontiert: „Und diese Terrororganisation, die ist doch aber ausgedacht?“ Tellkamp antwortete: „Ich wünschte, das wäre so.“
Im August 2017 urteilte Oliver Reinhard nach Lektüre von Uwe Tellkamps Prosatext Die Carus-Sachen: „Wie schon 2005 seinen Erstling ‚Der Eisvogel‘ durchzieht ‚Carus-Sachen‘ der gleichwohl niemals direkt ausgesprochene Wunsch, öde Kompromissdemokratie, dröges Mittelmaß und Wertezerfall zu stoppen, am Besten  unter der Ägide einer romantisch-pragmatischen Geistesaristokratie.“

## Rezeption
Nach Erscheinen des Buches erhielt es 2005 zunächst überwiegend positive Rezensionen.
So lobte Claus Christian Maltzahn im Spiegel den Aufbau und die Sprache des Buches, während er gleichzeitig den philosophischen Überbau „banal“ fand:

„Ein kunstvolles Gebilde aus Stimmen, Zeitebenen, Bildern und Erinnerungssplittern einer Kindheit in Südfrankreich. Keine leichte Kost, aber Tellkamp gelingen Passagen von poetischer Schönheit, und vor allem den Vater-Sohn-Konflikt schildert er beeindruckend. […] Reichlich misslungen dagegen ist der politische Handlungsstrang des Romans: dieser Mauritz ist eine Witzfigur, ein Möchtegern-Charismatiker mit seiner Organisation „Wiedergeburt“, die auch vor Terror nicht zurückschreckt, um die Gesellschaft zu heilen und einen Kastenstaat mit Ordnung und neuen-alten Werten zu schaffen. Und alles, was Wiggo, dieser angeblich so begabte akademische Philosoph, an philosophischen Gedanken äußert, ist unglaubwürdig und banal.“

Helmut Böttiger lobte im Deutschlandfunk Kultur das „Visionäre der Sätze“ („Tellkamp wittert etwas, was in der Luft liegt.“), dem „auf merkwürdige Weise das Triviale der Handlung“ gegenüberstehe:

„Tellkamp kann suggestiv schreiben. Auch bei ihm gibt es keine Ironie, sondern vor allem Pathos, und es lodert etwas auf, was man nach der Postmoderne nicht mehr erwartet hätte.“

Gregor Dotzauer bezeichnete 2005 den Roman Der Eisvogel als „das erste ernst zu nehmende rechte Buch der jüngeren deutschen Literatur, das in einer ursprünglichen Abscheu vor dem ‚Morbus 68‘ wurzelt“, kritisierte jedoch die Darstellung der von Mauritz Kaltmeister angeführten Bewegung als „statisch-weltanschauungshaft“:

„Zugleich wurstelt er sich durch viele Milieus, die Tellkamp gar nicht kennen kann. Mit dem Krankenhausbetrieb ist er als studierter Arzt vertraut, das Universum einer TV-Comedy-Show kennt er schon viel weniger. Das wirklich Ärgerliche ist, dass ihm das Metier seines Protagonisten, die Philosophie, nur unzureichend geläufig zu sein scheint: Viel mehr als Namedropping bringt er nicht zustande.“

Dagegen konstatierte Gunther Nickel, in diesem Roman würde „[d]as jungkonservative Milieu […] mit aller nötigen Differenzierung geschildert“. Gemeinsam sei den „Jungkonservativen“ der Zeit um 2000 die Paarung eines „geistesaristokratische[n] Elitarismus mit scharfer Kapitalismuskritik“. Nickel unterstellte Kritikern des Buches die „Sorge, dass dieses Buch zu sehr zur Identifikation einladen könnte, weil es Motive für eine politische Radikalisierung plausibel werden“ lasse.
Eine weitgehende Neubewertung des Buches setzte 2018 nach Tellkamps Äußerungen im Vorfeld der Leipziger Buchmesse über einen „Gesinnungskorridor zwischen gewünschter und geduldeter Meinung“ ein. Für Thomas Assheuer (ZEIT Online) ist der Roman Der Eisvogel das Gegenstück zu seinem 2008 veröffentlichten Roman Der Turm. In beiden Romanen werde die von Tellkamp abgelehnte „Nützlichkeitsmoderne“ analysiert.

„Tellkamps eindringlich beschriebene Nützlichkeitsmoderne ist ein Alleszermalmer, und er liefert sie gleich in doppelter Ausfertigung: einmal als DDR, als Plaste und Elaste aus dem kommunistischen Osten. Und als liberales Premiumprodukt aus dem kapitalistischen Westen, bekannt geworden als BRD. Doch seltsam: Während die Ost-Moderne einfach verröchelte, überlebte die West-Moderne ihren Untergang.“

Die Assheuer zufolge von Tellkamp selbst (und nicht nur von seinen Romanfiguren) im Kontext der Ära Schröder abgelehnte liberale Demokratie beruhe auf einer „Allianz aus Wall-Street-Bankern und linkem Establishment“. Weiter führte Assheuer aus: 

„Die Rezensenten haben den Eisvogel seinerzeit mehrheitlich gelobt, und in der Tat: Die Figurenrede ist als wortmächtiger Fiebertraum arrangiert, als Wutauswurf einer an den Zeitläuften irre gewordenen Seele. Kein Fiebertraum allerdings ist eine zentrale Passage, in der Tellkamp eine Argumentationsfigur aufgreift, die dem ultrarechten Ekelarsenal entnommen ist. Denn woher rührt Wiggos Welthass? Er rührt von seinem jüdischen Professor, einem linksdrehenden Widerling, der seinen hochbegabten Assistenten Wiggo wegen rechtsabweichender Gedanken („Sie sind ein Romantiker!“) in die Wüste geschickt hat. Tellkamps jüdischer Professor duldet keine anderen Götter neben sich, er lässt den deutschen Schüler nicht deutsch denken und deutsch fühlen. „Er ließ mich nicht leben. Er. Er.“ Doch dann der Schock. Als Wiggo auf Rache sinnt, erkennt er, dass der verhasste Professor ein Auschwitz-Überlebender ist, der heimlich Heidegger liest und sich sogar eine Weile der Widerstandsgruppe angeschlossen hatte. Was für eine Assimilationsfantasie: der Jude mit der „Vogelkopffrisur“ als unerlöster linker Eisvogel, als verzauberter Deutschdenker, der freiwillig-unfreiwillig die deutsche Romantik verraten hat. Wie kommt Tellkamp darauf? Wen hat er gelesen, um so etwas zu schreiben?“

Emanuel Richter analysiert den Roman aus sozialwissenschaftlicher Sicht. Die in dem Roman referierten Botschaften seien im Kontext einer stärker werdenden Demokratieverdrossenheit und der Befürwortung einer Postdemokratie zu sehen. Tatsächlich seien die Ansichten und Forderungen der Protagonisten in dem Roman vordemokratisch. Richter meint, dass die vordemokratischen Ideale, „westlichen Bürgern in den Mund gelegt, natürlich den größtmöglichen Zynismus gegenüber denjenigen Menschen darstellen, die an anderen Orten der Welt als Modernisierungsverlierer tatsächlich solchen vormodernen, konfrontativen und gewaltförmigen Lebensbedingungen ausgesetzt sind.“

## Künstlerische Bearbeitungen
Die von Stefan Otteni inszenierte Oper Der Eisvogel erfuhr im September 2012 im Potsdamer Hans Otto Theater ihre Uraufführung.